# Hedwig Rosenbaum
Hedwig Rosenbaum, geborene Hedwig Austerlitz, Pseudonym und ab 1909 auch offiziell Hedwig Raabe (* 3. Juli 1864 in Prag; † 31. Juli 1939 ebenda; tschechisch ab 1945 auch Hedwiga Rosenbaumová) war eine böhmische Tennisspielerin, Schriftstellerin, Übersetzerin und Verlagsmitarbeiterin. Sie nahm an den Olympischen Spielen 1900 in Paris teil.

## Karriere
Rosenbaum stammte aus einer Prager Industriellenfamilie und war mit dem Verleger Wilhelm Mercy (1866–1914, Sohn von Heinrich Mercy) verschwägert. 1886 heiratete sie den später bekannten Sportreporter Siegfried Rosenbaum-Jenkins, seit 1909 Raabe-Jenkins (1860–1925). Sie war deutsch-jüdischen Ursprungs und wohnte zeitlebens in Prag.
Sie gehörte in Prag zur ersten Generation, die den Tennissport ausübte. Spätestens seit 1894 spielte sie im Einzel, Doppel und Mixed für den Prager Lawn-Tennis-Club Turniere in Cisleithanien und Deutschland. 1899 war Rosenbaum die Nummer 5 der österreichischen Nationalliste. Im selben Jahr gewann sie ein Turnier in Berlin.
1900 beteiligte Rosenbaum sich als Privatperson aus Prag auf eigene Kosten (für Reise, Unterkunft und Startgeld) an den zweiten Olympischen Sommerspielen 1900 in Paris. Sie gehörte weder der böhmischen bzw. tschechischen Delegation noch der österreichischen Delegation an. Rosenbaum gewann als erste Frau, die überhaupt für Böhmen bzw. Österreich-Ungarn bei Olympia antrat, zwei Bronzemedaillen. Nach einem Freilos im Viertelfinale der Einzelkonkurrenz verlor sie im Halbfinale gegen die spätere Silbermedaillengewinnerin Yvonne Prévost in zwei Sätzen mit 1:6, 1:6. Im Mixed-Bewerb spielte sie gemeinsam mit dem Briten Archibald Warden. Die beiden wurden im Halbfinale, dem zweiten Spiel für sie, geschlagen. Sie unterlagen der Französin Prévost und dem Briten Harold Mahony in zwei Sätzen mit 3:6, 0:6. Ihre Qualifizierung wird in der olympische Geschichte den gemischten Mannschaften zugerechnet.
1904 holte sie den Titel bei den böhmischen Meisterschaften und wurde Zweite bei den österreichischen Meisterschaften. Danach zog sie sich altersbedingt aus dem Turniersport zurück.
Hedwig Rosenbaum war seit Gründung 1905 Geschäftsführerin und Vorstandsmitglied des Klubs deutscher Künstlerinnen in Prag. Während des 1. Weltkriegs arbeitete Hedwig Raabe als Krankenschwester. Sie war zeitweise im Verlag ihres Neffen Heinrich Mercy Sohn beschäftigt und führte seit 1921 ein Geschäft für Kunsthandwerk. Sie übersetzte aus dem Englischen Sportbücher, Theaterstücke und Belletristik für Prager Zeitungen und deutsche Verlage.

## Werke
- Übersetzung von Mary Cholmondeley: Motten und Rost. Roman. Aus dem Englischen für das „Prager Tagblatt“ übersetzt von Hedwig Raabe. Prag: Mercy 1903 (als Romanbeilage in Fortsetzungen[4]).
- Übersetzung von Pembroke Arnold Vaile: Lawn Tennis von heute. Mit erläuternden Zeichnungen und Augenblicksbildern. Übersetzt von Dr. Rosenbaum-Jenkins und Frau Hedwig Rosenbaum. Prag: Mercy, 1905.
- Übersetzung von Israel Zangwill: Lene. Lustspiel in 4 Akten. Ins Deutsche übertragen von Hedwig Raabe. Prag: Mercy, 1906.
- Übersetzung von Alfred Sutro: Der Tempel der Wahrheit. Dialog in einem Aufzug. Aus dem Englischen übersetzt von Hedwig Raabe. In: Dramatische Zwiegespräche, für das Berufstheater und für die Dilettantenbühne. 7. Bändchen. Leipzig: Reclam, 1907.